# Cold (песня Static-X)
«Cold» — третий сингл со второго студийного альбома Machine индастриал метал группы Static-X, который был выпущен 22 мая 2001 года. Это одна из самых известных песен группы Static-X, также звучит в фильме Королева проклятых. В качестве сингла «Cold» был выпущен 13 мая 2002 года.

## Клип
Видео на песню отсылает к классическому роману ужасов «Я — легенда» 1954 года Ричарда Мэтисона. По сюжету клипа, человек спасается в своём доме от монстров. Режиссёрами видео являются Натан «Карма» Кокс и Джо Хан из Linkin Park.

## Список композиций
| №                   | Название                         | Длительность |
| ------------------- | -------------------------------- | ------------ |
| 1.                  | «Cold»                           | 3:40         |
| 2.                  | «Cold (ремикс Mephisto Odyssey)» | 3:45         |
| 3.                  | «This Is Not» (Live)»            | 3:33         |
| 4.                  | «Cold (видео)»                   |              |
| Общая длительность: | Общая длительность:              | 10:58        |

## Чарты
| Чарт (2002)                             | Позиция |
| --------------------------------------- | ------- |
| US Billboard Hot Mainstream Rock Tracks | 29      |